# Klokočevac, Srbija
Klokočevac (izvirno srbsko Клокочевац) je naselje v Srbiji, ki upravno spada pod Občino Majdanpek; slednja pa je del Borskega upravnega okraja.

## Demografija
V naselju živi 603 polnoletnih prebivalcev, pri čemer je njihova povprečna starost 45,7 let (42,9 pri moških in 48,6 pri ženskah). Naselje ima 254 gospodinjstev, pri čemer je povprečno število članov na gospodinjstvo 2,79.
To naselje je, glede na rezultate popisa iz leta 2002, večinoma srbsko.
|  |

| Demografija | Demografija     | Demografija     |
| Leto        | Št. prebivalcev | Št. prebivalcev |
| ----------- | --------------- | --------------- |
|             |                 |                 |
|             |                 |                 |
|             |                 |                 |
|             |                 |                 |
| 1948        | 1454            |                 |
| 1953        | 1472            |                 |
| 1961        | 1422            |                 |
| 1971        | 1244            |                 |
| 1981        | 1132            |                 |
| 1991        | 880             | 829             |
| 2002        | 785             | 711             |
|             |                 |                 |

| Etnična sestava po popisu iz leta 2002 | Etnična sestava po popisu iz leta 2002 | Etnična sestava po popisu iz leta 2002 | Etnična sestava po popisu iz leta 2002 | Etnična sestava po popisu iz leta 2002 |
| -------------------------------------- | -------------------------------------- | -------------------------------------- | -------------------------------------- | -------------------------------------- |
| Srbi                                   | Srbi                                   |                                        | 630                                    | 88,60%                                 |
| Vlahi                                  | Vlahi                                  |                                        | 45                                     | 6,32%                                  |
| Romuni                                 | Romuni                                 |                                        | 10                                     | 1,40%                                  |
| Slovenci                               | Slovenci                               |                                        | 1                                      | 0,14%                                  |
| Romi                                   | Romi                                   |                                        | 1                                      | 0,14%                                  |
| Neznano                                | Neznano                                |                                        | 10                                     | 1,40%                                  |